# Det röda tornet
Det röda tornet (la torre vermella) és una pel·lícula muda sueca dirigida per Mauritz Stiller, estrenada el 1914.

## Sinopsi
El professor Barclay viatja amb el seu jove estudiant Dorian per perfeccionar la seva educació en el violí. El concert del seu alumne és un gran èxit i Dorian va a celebrar-ho amb els amics a una fonda. S'enamora de la Marguerite, la filla de l'hostaler, que li regala el seu retrat. Però sembla que el professor Barclay també està enamorat de la Marguerite i per això tanca al seu alumne Dorian, que encara està sota els efectes de l'alcohol, en una habitació de la torre de la casa on viuen. Ell declara que Dorian està greument malalt. Tanmateix, Marguerite aconsegueix unir-se a Dorian a la torre. El professor s'enfila des de l'exterior a l'esfera del rellotge, però els amants escapen. És llavors quan les agulles del rellotge comencen a girar i Barclay es troba atrapat. Quan Dorian i Marguerite surten de la torre, troben el professor aixafat a terra, mort.

## Repartiment
- Albin Lavén: Barclay, professor i virtuós de violí
- Karin Molander: Marguerite
- Gustaf Callmén: Holbein, banquer
- Carlo Wieth: Dorian, el seu fill

## Producció
La pel·lícula es va projectar per primera vegada el 2 de novembre de 1914 al Moulin Rouge i l'Auditori d'Estocolm, després el 12 de març de 1915 a Dinamarca (Det røde Taarn) i el 27 de setembre de 1915 al Gran Ducat de Finlàndia (Punaisen tornin salaisuus en finès; Röda tornets hemlighet en suec). També es va publicar a Hongria com a Vörös torony. La pel·lícula també es va vendre a Rússia (tretze còpies), Noruega, Anglaterra, Alemanya (10 còpies), Àustria, a Espanya, a Itàlia, al Japó.
El rodatge va tenir lloc el maig de 1914 a l'estudi del Svenska Biograft Theatre de Lidingö, amb ubicacions al restaurant Foresta de Lidingö i la torre Cedergrenska a Stocksund de Julius Jaenzon. La pel·lícula no es conserva, però s'han salvat fotografies del rodatge.
El guió es basa en el manuscrit dels periodistes danesos Marius Wulff i Helge Linck, titulat Det stjaalne genius, del qual van vendre els drets a Svenska Biografteatern.